# Pedro Maria de Moura
Pedro Maria de Moura (Rio de Janeiro, 13 de abril de 1895 – Rio de Janeiro, 13 de julho de 1953) foi um médico brasileiro.
Doutorado em medicina pela Faculdade de Medicina do Rio de Janeiro em 1918, com a tese “Estudo Clínico da Membrana de Jackson”. Foi eleito membro da Academia Nacional de Medicina em 1925, sucedendo Joaquim Pinto Portella na Cadeira 34, que tem Marcos Bezerra Cavalcanti como patrono.